# Brodec (Tetovo)
Brodec (makedonsky Бродец, albánsky Brodeci) je vesnice v Severní Makedonii. Nachází se v opštině Tetovo v Položském regionu.
Podle posledního sčítání lidu z roku 2002 žije ve vesnici 1136 obyvatel, všichni jsou Albánci.